# Деражное (Ровненская область)
Деражное (укр. Деражне) — село в Ровненском районе Ровненской области Украины. Административный центр Деражненской сельской общины.
До 2020 года входило в Костопольский район.
Расположено на левом берегу реки Горынь (приток Припяти, бассейн Днепра).
Население по переписи 2001 года составляло 2102 человека. Почтовый индекс — 35053. Телефонный код — 3657. Код КОАТУУ — 5623481601.